# Калунгвиши
Калунгвиши (англ. Kalungwishi River) — река в Африке на севере Замбии, приток озера Мверу.

## Описание
Берёт начало на высоте 1592 метра недалеко от поселения Мукопа-Каома, течёт на северо-запад и впадает в озеро Мверу, в устье реки расположены обширные болота. Протекает в провинциях Северная и Луапула. Часть реки относится к национальному парку Лусенга-Плейн (район Кавамбва, провинция Луапула, к юго-востоку от озера Мверу).
Длина реки оценивается в 291 км. Среди притоков Калунгвиши реки Лунтомфу, Мофве, Мбула, Итабу, Луангва, Чапука, Мабингу (справа), Капако, Мвансамила, Мибамба, Чанга, Нкула (слева) и другие.
Во время сильных наводнений воды реки Калунгвиши прорываются через болото Мофве-Дамбо в бессточное озеро Мверу-Вантипа.

## Водопады
На реке расположено несколько водопадов: Мбулуматуто, Лумангве, Кабвелума, Кундабвика.

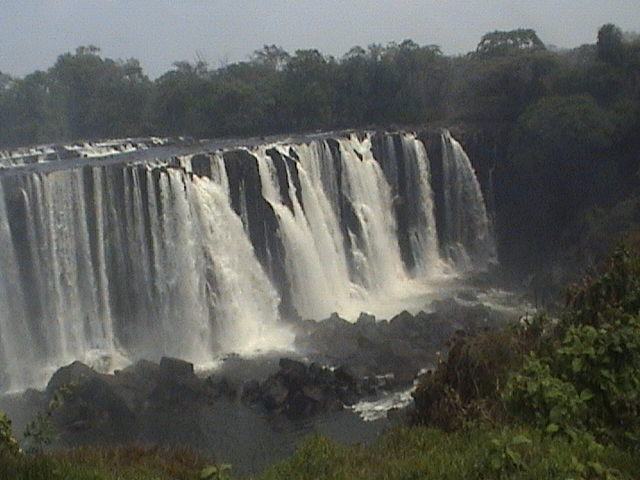
Водопад Лумангве
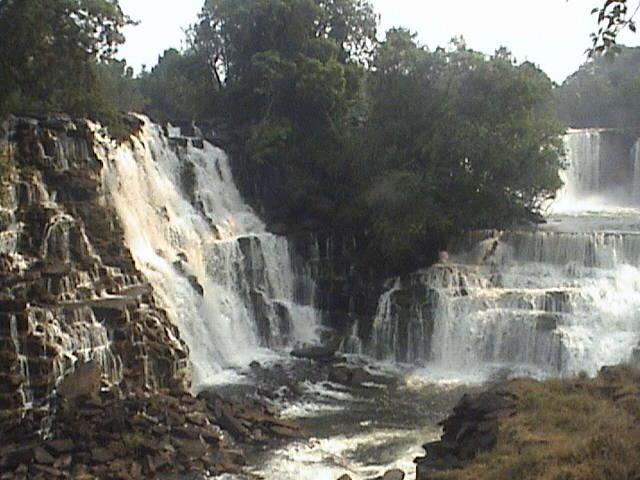
Водопад Кабвелума во время сухого сезона.